# 和爱彝族乡
和爱彝族乡，是中华人民共和国四川省攀枝花市盐边县曾经下辖的一个民族乡。2019年12月，撤销和爱彝族乡，将所属行政区域划归红格镇管辖。

## 行政区划
和爱彝族乡撤销前下辖以下地区：
团结村、顺利社区村、新华社区村和联合社区村。